# Together Forever: Greatest Hits 1983-1991
Together Forever: Greatest Hits 1983-1991 è il titolo della prima raccolta del gruppo hip hop dei Run-DMC (grafia adottata per firmare questa raccolta e la successiva Greatest Hits). Uscito nel 1991, fu accompagnato dalla pubblicazione da una raccolta di video, venduta separatamente.

## Tracce
1. Sucker M.C.'s (Krush Groove 1) – 3:11
2. Walk This Way – 5:11
3. Together Forever (Krush Groove 4) (live at Hollis Park 1984) – 3:34
4. King of Rock – 5:14
5. Run's House – 3:45
6. It's Tricky – 3:04
7. Pause
8. You Be Illin'
9. My Adidas – 2:49
10. Here We Go - (Live at the Fun House)  – 4:06
11. Rock Box  – 5:32
12. The Ave.
13. Hard Times
14. Beats to the Rhyme – 2:42
15. Jam-Master Jay – 3:12
16. Peter Piper – 3:23
17. It's Like That – 4:51
18. Christmas In Hollis - 2:57